# ۷۶۸ (قمری)
۷۶۸ (قمری)، هفتصد و شصت و هشتمین سال در گاهشماری هجری قمری است. اول محرم این سال برابر با پانزدهم سپتامبر سال ۱۳۶۶ میلادی است.

## وابسته
- مرینیان